# WeRide
WeRide Inc. (in lingua cinese: 文远知行) è un'azienda che si occupa di tecnologie per la guida autonoma. Possiede autorizzazioni per la guida senza conducente in Cina, Stati Uniti, Emirati Arabi Uniti e Singapore.

## Storia
WeRide è stata fondata nella Silicon Valley nel 2017 da Tony Han, ex capo degli scienziati dell'unità di guida autonoma di Baidu. Attualmente ha uffici a San Jose, Abu Dhabi, Singapore, Guangzhou, Pechino, Shanghai e Shenzhen. Nel 2022 contava oltre 1.200 dipendenti.
Nel novembre 2020, WeRide ha annunciato che nel primo anno di servizio dei robotaxi erano stati effettuati 147.128 viaggi che avevano trasportato più 60.000 passeggeri. Nel gennaio 2021, WeRide ha presentato il Mini Robobus.
Nell'aprile 2021, ha ottenuto un permesso per testare la guida senza conducente in California. Nel settembre 2021, ha creato un furgone cargo a guida autonoma, chiamato WeRide Robovan. Nel dicembre 2021, ha completato la sperimentazione di taxi autonomi a Yas Island negli Emirati Arabi Uniti, in collaborazione con Bayanat.
Nel gennaio 2023, ha lanciato una nuova generazione di sensori per la guida autonoma, WeRide Sensor Suite 5.1, all'International Consumer Electronics Show (CES) 2023.
Nell'ottobre 2024, WeRide e Uber hanno annunciato una partnership strategica per portare i veicoli autonomi della prima sulla piattaforma della seconda, a partire dagli Emirati Arabi Uniti. Il servizio sarà lanciato per la prima volta ad Abu Dhabi, con veicoli WeRide selezionati disponibili tramite l'app Uber. WeRide gestisce già una flotta di robotaxi negli Emirati Arabi Uniti. Sempre nell'ottobre 2024, ha presentato una richiesta di offerta pubblica iniziale sul Nasdaq, che è stata valutata fino a 439,9 milioni di dollari.